# Ага (титул воєначальників)

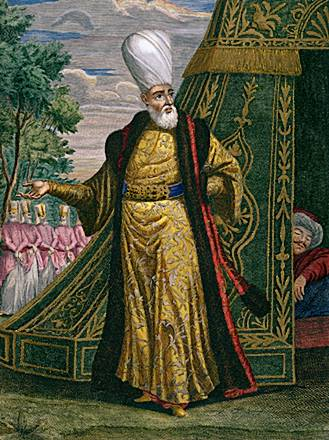
Яничарський ага

Аґа́ (осман. أغا, ağa, «пан», «господар», «голова») — в Османській імперії начальник, хазяїн, головний слуга у маєтку.
Офіцерський титул і військове звання в османському війську: яничарський ага (тур. Yeniçeri ağası, єнічері агаси), сипаський ага (тур. Sipahi ağası, сіпахі агаси). Після ліквідації яничарів у 1826 році — назва молодших і середніх офіцерів османської армії.
Звертання, складова частина імені, подібно до українського і польського «пан» або англійського «лорд». У турків — звернення до заможних землевласників. В багатьох тюркських мовах означає «старший брат» та використовується як поважне звертання до старших за віком.

## Інше
- Ак-ага — в Османській імперії білий євнух у султанському палаці.